# マトラ・ジェット
ジェット（Djet /Jet ）は、フランスのオトモビル・ルネ・ボネおよびマトラによって1962年から1967年まで生産された、世界で初めて市販されたミッドシップスポーツカーである。

## ルネ・ボネ・ジェット
フォーミュラカーの世界では常識となっていたミッドシップレイアウトを、世界で初めて市販スポーツカーに適用したモデルである。リアエンジン車のルノー・8のエンジンとギアボックスを前後逆に搭載したため、ホイールベース2,400mm、幅1,500mmの細長い独特のプロポーションとなっている。
エンジンのチューンによって、65馬力で最高速度165km/hのジェットI、8ゴルディーニ用80馬力で最高速度190km/hのジェットII、DOHC998cc100馬力のレース用ジェットIIIが存在した。
極めて高度な機構を持つ魅力的なスポーツカーではあったが、生産体制は小さく、価格も比較的割高であったため、経営難で生産中止となる1964年2月までにわずか197台が生産されたにすぎなかった。結果として商業的利益は上げられず、またフランス国外ではほとんど知られずに終わった。
1963年および1964年のル・マン24時間レースに参戦したが、1963年に熱効率指数賞を獲得したのみで目立った成績は残せなかった。

## マトラ・ジェット
1964年にオトモビル・ルネ・ボネを買収したマトラは、元シムカのPhilippe Guédonを起用し、ジェットの車体前後のデザインやウィンドスクリーンの形状を変更、内装も豪華なものに改め、マトラ初の市販車「マトラ・ジェット」として1965年4月に再登場させた。
かつてのジェットIに相当する出力70hp、最高速度170km/hのジェット5、ジェットIIに相当する90hp、最高速度190km/hのジェット5S、そしてジェットIIのエンジンを1,255ccに拡大し105hp、最高速度210km/hのジェット6の3種類のバリエーションが生産された。1966年以降は「Jet」と標記されるようになった。
当時のフランスでも日本円換算で200万円以上と高価で販売は伸びず、生産台数は1,495台に留まった。
1967年に登場した後継車のM530はミッドシップレイアウトは継承したものの全くの別物となり、エンジンをドイツフォード製のV型4気筒とし、2+2座席にしてファミリー層の取り込みを図るなど、生産性や販売面も配慮されたモデルとなった。
モータースポーツでは積極的にラリーに参戦したが、ライバルのアルピーヌに太刀打ちできず成果は上がらなかった。